# Grand Prix Francie 2019
Grand Prix Francie 2019 (oficiálně Formula 1 Pirelli Grand Prix de France 2019) se jela na okruhu Circuit Paul-Ricard v Le Castellet, Var v Francii dne 23. června 2019. Závod byl osmým v pořadí v sezóně 2019 šampionátu Formule 1.

## Pozadí

### Pořadí jezdců před závodem
Na čele průběžného pořadí MS jezdců byl stále Lewis Hamilton z Mercedesu se ziskem 162 bodů. Na záda mu dýchal stájový kolega Valtteri Bottas, který dosud získal 133 bodů. Třetí Sebastian Vettel z Ferrari měl na svém kontě 100 bodů. 

### Pořadí týmu před závodem
Mezi týmy celou sezonu kralovala stáj Mercedes, která po sedmi závodech nasbírala 295 bodů. Na druhé pozici se nacházela Ferrari s velkým odstupem, borci z Maranella totiž nastřádali 172 bodů. Stupně vítězů uzavíral Red Bull, který mohl Ferrari v blízké době přeskočit, protože měl 124 bodů.

## Trénink
Na úvod závodního víkendu byl nejrychlejší Lewis Hamilton z Mercedesu, který v prvním tréninku zajel čas 1:32.738. Jeho týmový kolega Valtteri Bottas skončil na druhém místě se ztrátou pouhých 69 tisícin sekundy. Třetí Charles Leclerc z Ferrari byl pomalejší o 373 tisícin. Jak Leclerc, tak Vettel ale nebyli spokojeni s chováním auta v jeho přední části. Jezdci se několikrát během jízd dostali do hodin nebo se ocitli mimo trať. Romain Grosjean na trati příliš dlouho nepobyl, protože kvůli technickým problémům zajel málo kol.
Druhý trénink byl opět v režii Mercedesu, tentokrát ale s opačným pořadím. Nejlepší čas (1:30.937) zaknihoval Valtteri Bottas, který druhému Lewisi Hamiltonovi nadělil 424 tisícin. Třetí byl opět Charles Leclerc, jenž zaostal o 649 tisícin. Scénář v prostředním tréninku byl podobný tomu úvodnímu, protože piloti znovu hodně vyjížděli mimo trať. Mezi nimi například Lewis Hamilton, který se při návratu na dráhu málem srazil s Maxem Verstappenem a tento okamžik vyšetřovali sportovní komisaři. Hamilton ale vyvázl bez trestu.
Třetímu tréninku znovu vládla stáj Mercedes. Na čele startovního pole stanul Valtteri Bottas, který zaznamenal čas 1:30.159. Druhého Lewise Hamiltona nechal za sebou o 41 tisícin sekundy a třetího Charlese Leclerca o 446 tisícin. Německý tým tak má zatím vše ve Francii pod kontrolou a je velkým favoritem na zisk pole position.

## Kvalifikace
Ke smůle francouzských fanoušků vypadl hned v první části kvalifikace jejich miláček Romain Grosjean, od kterého se na domácí půdě čekalo víc. Spolu s ním nepostoupili Kvjat, Stroll, George Russell a Kubica.
Druhá fáze kvalifikace se stala konečnou pro Albona, Räikkönena, Hülkenberga, Péreze a Magnussena. V případě Kimiho Räikkönena a Nica Hülkenberga určitě diváci počítali s postupem mezi desítku nejrychlejších. Pokud bude chtít Hülkenberg prolomit své čekání na stupně vítězů, bude mít během závodu co dělat.
Pole position získal ve Francii Lewis Hamilton, který porazil týmového kolegu Valtteriho Bottase. Všechny trumfy tak bude mít v ruce znovu německá stáj. Do druhé řady na startovním roštu se postaví Charles Leclerc a Max Verstappen. Dobrý výsledek zajel McLaren, Norris skončil pátý a Sainz šestý. Naopak zklamání zažil Sebastian Vettel, který do závodu vyrazí až ze sedmé příčky.
| Poř.                       | No. | Jezdec             | Konstruktér               | Časy v kvalifikaci | Časy v kvalifikaci | Časy v kvalifikaci | Pořadí na startu |
| Poř.                       | No. | Jezdec             | Konstruktér               | Q1                 | Q2                 | Q3                 | Pořadí na startu |
| -------------------------- | --- | ------------------ | ------------------------- | ------------------ | ------------------ | ------------------ | ---------------- |
| 1                          | 44  | Lewis Hamilton     | Mercedes                  | 1:30.609           | 1:29.520           | 1:28.319           | 1                |
| 2                          | 77  | Valtteri Bottas    | Mercedes                  | 1:30.550           | 1:29.437           | 1:28.605           | 2                |
| 3                          | 16  | Charles Leclerc    | Ferrari                   | 1:30.647           | 1:29.699           | 1:28.965           | 3                |
| 4                          | 33  | Max Verstappen     | Red Bull Racing-Honda     | 1:31.327           | 1:30.099           | 1:29.409           | 4                |
| 5                          | 4   | Lando Norris       | McLaren-Renault           | 1:30.989           | 1:30.019           | 1:29.418           | 5                |
| 6                          | 55  | Carlos Sainz Jr.   | McLaren-Renault           | 1:31.073           | 1:30.319           | 1:29.522           | 6                |
| 7                          | 44  | Sebastian Vettel   | Ferrari                   | 1:31.075           | 1:29.506           | 1:29.799           | 7                |
| 8                          | 3   | Daniel Ricciardo   | Renault                   | 1:30.954           | 1:30.369           | 1:29.918           | 8                |
| 9                          | 10  | Pierre Gasly       | Red Bull Racing-Honda     | 1:31.152           | 1:30.421           | 1:30.184           | 9                |
| 10                         | 99  | Antonio Giovinazzi | Alfa Romeo Racing-Ferrari | 1:31.180           | 1:30.408           | 1:33.420           | 10               |
| 11                         | 23  | Alexander Albon    | Scuderia Toro Rosso-Honda | 1:31.445           | 1:30.461           |                    | 11               |
| 12                         | 7   | Kimi Räikkönen     | Alfa Romeo Racing-Ferrari | 1:30.972           | 1:30.533           |                    | 12               |
| 13                         | 27  | Nico Hülkenberg    | Renault                   | 1:30.865           | 1:30.544           |                    | 13               |
| 14                         | 11  | Sergio Pérez       | Racing Point-BWT Mercedes | 1:30.964           | 1:30.738           |                    | 14               |
| 15                         | 20  | Kevin Magnussen    | Haas-Ferrari              | 1:31.166           | 1:31.440           |                    | 15               |
| 16                         | 26  | Daniil Kvjat       | Scuderia Toro Rosso-Honda | 1:31.564           |                    |                    | 20               |
| 17                         | 8   | Romain Grosjean    | Haas-Ferrari              | 1:31.626           |                    |                    | 16               |
| 18                         | 18  | Lance Stroll       | Racing Point-BWT Mercedes | 1:31.726           |                    |                    | 17               |
| 19                         | 63  | George Russell     | Williams-Mercedes         | 1:32.789           |                    |                    | 19               |
| 20                         | 88  | Robert Kubica      | Williams-Mercedes         | 1:33.205           |                    |                    | 18               |
| 107% času vítěze: 1:36.888 |     |                    |                           |                    |                    |                    |                  |
| Zdroj:                     |     |                    |                           |                    |                    |                    |                  |

Poznámky
1. ↑  Daniil Kvjat bude startovat ze zadní pozice z důvodu nepovolených výměn komponentů.
2. ↑  George Russell bude startovat ze zadní pozice z důvodu nepovolených výměn komponentů.

## Závod
| Poř.                                                              | No. | Jezdec             | Konstruktér               | Počet kol | Čas/Odstoupení | Pořadí na startu | Body |
| ----------------------------------------------------------------- | --- | ------------------ | ------------------------- | --------- | -------------- | ---------------- | ---- |
| 1                                                                 | 44  | Lewis Hamilton     | Mercedes                  | 53        | 1:24:31.198    | 1                | 25   |
| 2                                                                 | 77  | Valtteri Bottas    | Mercedes                  | 53        | +18.056        | 2                | 18   |
| 3                                                                 | 16  | Charles Leclerc    | Ferrari                   | 53        | +18.985        | 3                | 15   |
| 4                                                                 | 33  | Max Verstappen     | Red Bull Racing-Honda     | 53        | +34.905        | 4                | 12   |
| 5                                                                 | 5   | Sebastian Vettel   | Ferrari                   | 53        | +62.796        | 7                | 11   |
| 6                                                                 | 55  | Carlos Sainz Jr.   | McLaren-Renault           | 53        | +95.462        | 6                | 8    |
| 7                                                                 | 7   | Kimi Räikkönen     | Alfa Romeo Racing-Ferrari | 52        | +1 kolo        | 12               | 6    |
| 8                                                                 | 27  | Nico Hülkenberg    | Renault                   | 52        | +1 kolo        | 13               | 4    |
| 9                                                                 | 4   | Lando Norris       | McLaren-Renault           | 52        | +1 kolo        | 5                | 2    |
| 10                                                                | 10  | Pierre Gasly       | Red Bull Racing-Honda     | 52        | +1 kolo        | 9                | 1    |
| 11                                                                | 3   | Daniel Ricciardo   | Renault                   | 52        | +1 kolo        | 8                |      |
| 12                                                                | 11  | Sergio Pérez       | Racing Point-BWT Mercedes | 52        | +1 kolo        | 18               |      |
| 13                                                                | 18  | Lance Stroll       | Racing Point-BWT Mercedes | 52        | +1 kolo        | 18               |      |
| 14                                                                | 26  | Daniil Kvjat       | Scuderia Toro Rosso-Honda | 52        | +1 kolo        | 19               |      |
| 15                                                                | 23  | Alexander Albon    | Scuderia Toro Rosso-Honda | 52        | +1 kolo        | 11               |      |
| 16                                                                | 99  | Antonio Giovinazzi | Alfa Romeo Racing-Ferrari | 52        | +1 kolo        | 10               |      |
| 17                                                                | 20  | Kevin Magnussen    | Haas-Ferrari              | 52        | +1 kolo        | 15               |      |
| 18                                                                | 88  | Robert Kubica      | Williams-Mercedes         | 51        | +2 kola        | 18               |      |
| 19                                                                | 63  | George Russell     | Williams-Mercedes         | 51        | +2 kola        | 20               |      |
| Ret                                                               | 8   | Romain Grosjean    | Haas-Ferrari              | 44        |                | 16               |      |
| Nejrychlejší kolo:Sebastian Vettel (Ferrari) 1:32.740 (v kole 53) |     |                    |                           |           |                |                  |      |
| Zdroj:                                                            |     |                    |                           |           |                |                  |      |

Poznámky
1. ↑  Sebastian Vettel získal jeden bod za zajetí nejrychlejšího kola.
2. ↑  Ricciardo obdržel trest celkem 10 sekund k výslednému času v cíli, což jej odsunulo ze 7. pozice na 11.[3]

## Průběžné pořadí po závodě
Pohár jezdců
|        | Pořadí | Jezdec           | Body |
| ------ | ------ | ---------------- | ---- |
|        | 1      | Lewis Hamilton   | 187  |
|        | 2      | Valtteri Bottas  | 151  |
|        | 3      | Sebastian Vettel | 111  |
|        | 4      | Max Verstappen   | 100  |
|        | 5      | Charles Leclerc  | 87   |
| Zdroj: |        |                  |      |

Pohár konstruktérů
|        | Pořadí | Konstruktér           | Body |
| ------ | ------ | --------------------- | ---- |
|        | 1      | Mercedes              | 338  |
|        | 2      | Ferrari               | 198  |
|        | 3      | Red Bull Racing-Honda | 137  |
|        | 4      | McLaren-Renault       | 40   |
|        | 5      | Renault               | 32   |
| Zdroj: |        |                       |      |